# Graham Broad
Graham Broad (* 10. března 1957 Londýn) je britský bubeník, který profesionálně hraje již od svých 15 let poté, co od roku 1970 navštěvoval Royal College of Music.
Broad je známý svou spoluprací s mnoha hudebníky včetně Rogera Waterse, Tiny Turnerové, The Beach Boys, Jeffem Beckem, Vanem Morrisonem, Bryanem Adamsem, Billem Wymanem, Georgem Michaelem, Mikem Oldfieldem a mnoha dalšími.
Od roku 1987, kdy se podílel na nahrávání alba Radio K.A.O.S. a na následujícím turné, často hraje s bývalým baskytaristou Pink Floyd Rogerem Watersem. V roce 1990 jej Waters pozval jako člena kapely The Bleeding Heart Band na koncert The Wall - Live in Berlin. O dva roky později hrál Broad na Watersově třetím studiovém albu Amused to Death. V letech 1999–2002 účinkoval na Watersově turné In the Flesh a podílel se i na jeho dalších dvou turné The Dark Side of the Moon Live v letech 2006–2008 a The Wall Live (2010–2013).
Broad je členem skupiny Bill Wyman's Rhythm Kings, se kterou nahrál album Double Bill.